# Stortorget, Karlskrona

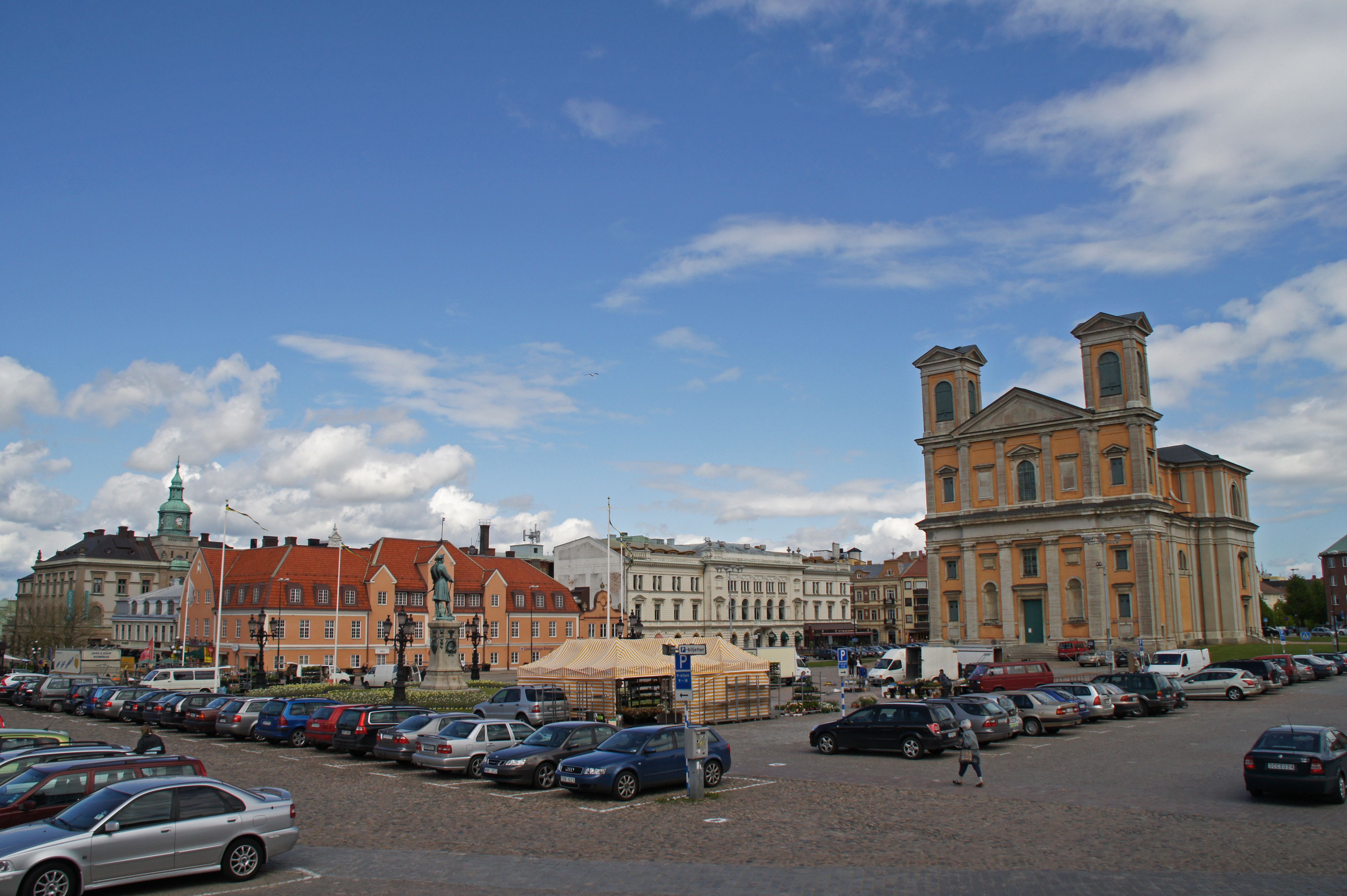
Stortorget före införandet av parkeringsförbud med Fredrikskyrkan till höger i bild.

Stortorget i Karlskrona är stadens största torg. Det ligger centralt, mitt på ön Trossö. Torget är beläget på öns högsta punkt och omges  av flera monumentala byggnader; Fredrikskyrkan, Trefaldighetskyrkan och Rådhuset, som alla ingår i världsarvet Örlogsstaden Karlskrona.
Torget omfattar ett område på cirka 200x100 meter och är rektangulärt med undantag för dess östra sida som har en spets som slutar där Kyrkogatan tar vid. Dess dimensioner syns inte fullständigt då Fredrikskyrkan egentligen ligger mitt på torget, strax väster om dess visuella mittpunkt med statyn över Karl XI. Det visuella torgets yta är endast cirka 140x100 meter.
Från järnvägsstationen i Karlskrona går längs Hoglands park ett stickspår som går söderut in i en tunnel under Stortorget. Tunneln mynnar ut i Amiralitetsparken söder om torget och går ner till örlogsbasen.

## Klaipedaplatsen

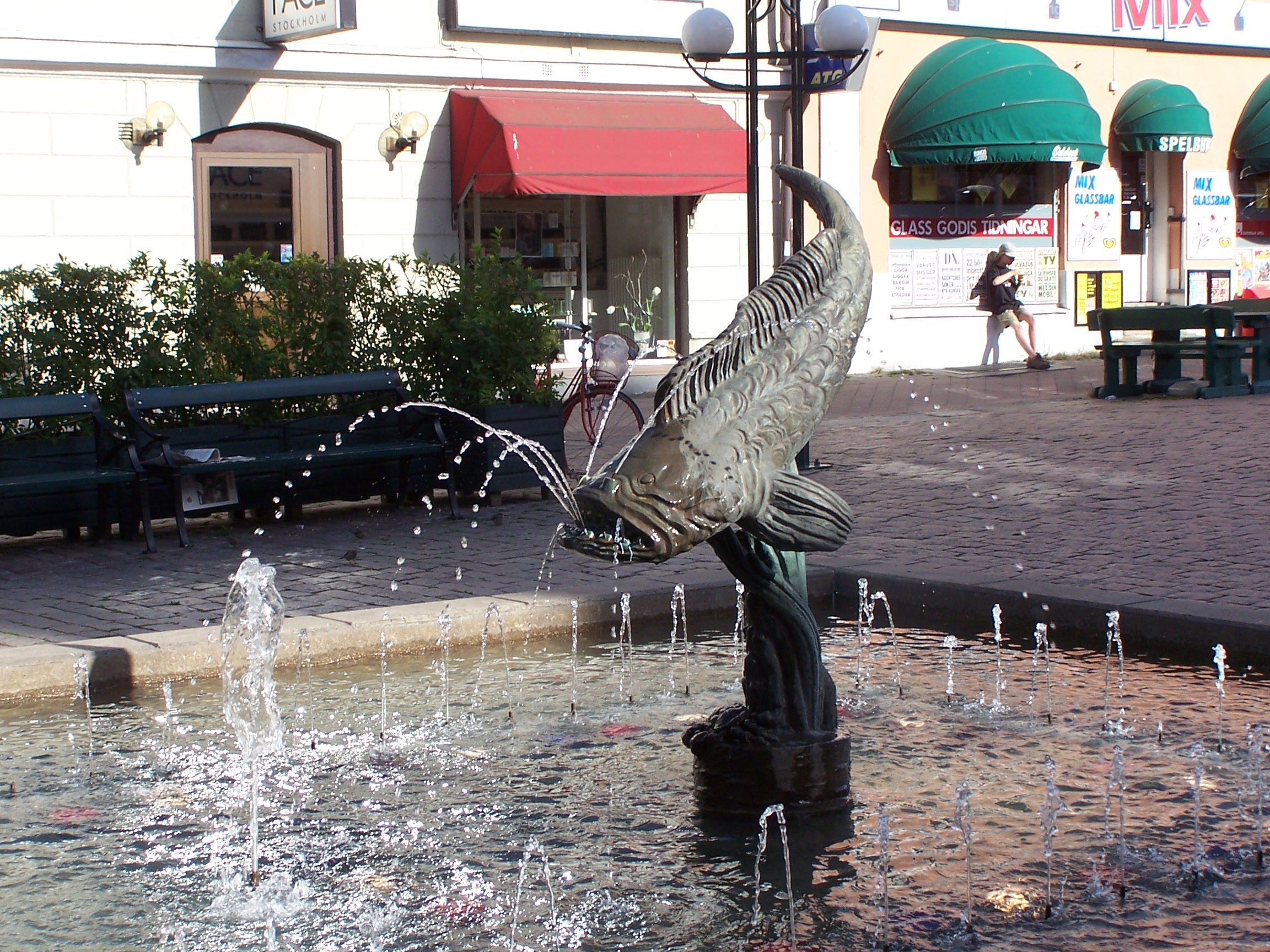
Stora fisken av Carl Milles.

Norr om torget ligger Klaipedaplatsen med fontänen Stora fisken av Carl Milles, lokalt kallas platsen bara "Fisken" efter fontänen. Här uppe ligger affärs- och gågatan Ronnebygatan som går i väst-östlig riktning. Öster om Klaipedaplatsen längs torgets nordvästra sida ligger Bankhuset och Hotell Statt.

## Fredrikskyrkan
Mitt på torget ligger Fredrikskyrkan. Torget sträcker sig egentligen runt kyrkan, men visuellt ser det ut som att Fredrikskyrkan ligger väster om torget. Kyrkan, som började byggas den 9 september 1720., är en typisk barockkyrka ritad av Nicodemus Tessin d.y. och ersatte Storkyrkoförsamlingens provisoriska träkyrka på Drottninggatan, kallad Hedvig Eleonora. Först 1744 invigdes kyrkan.
I kyrkans södra torn finns ett klockspel med 35 klockor installerat 1967 av Bergholtz klockgjuteri i Sigtuna. Klockspelet hörs tre gånger om dagen och är skänkt av advokaten Povel Grönvall.

## Vattenborgen

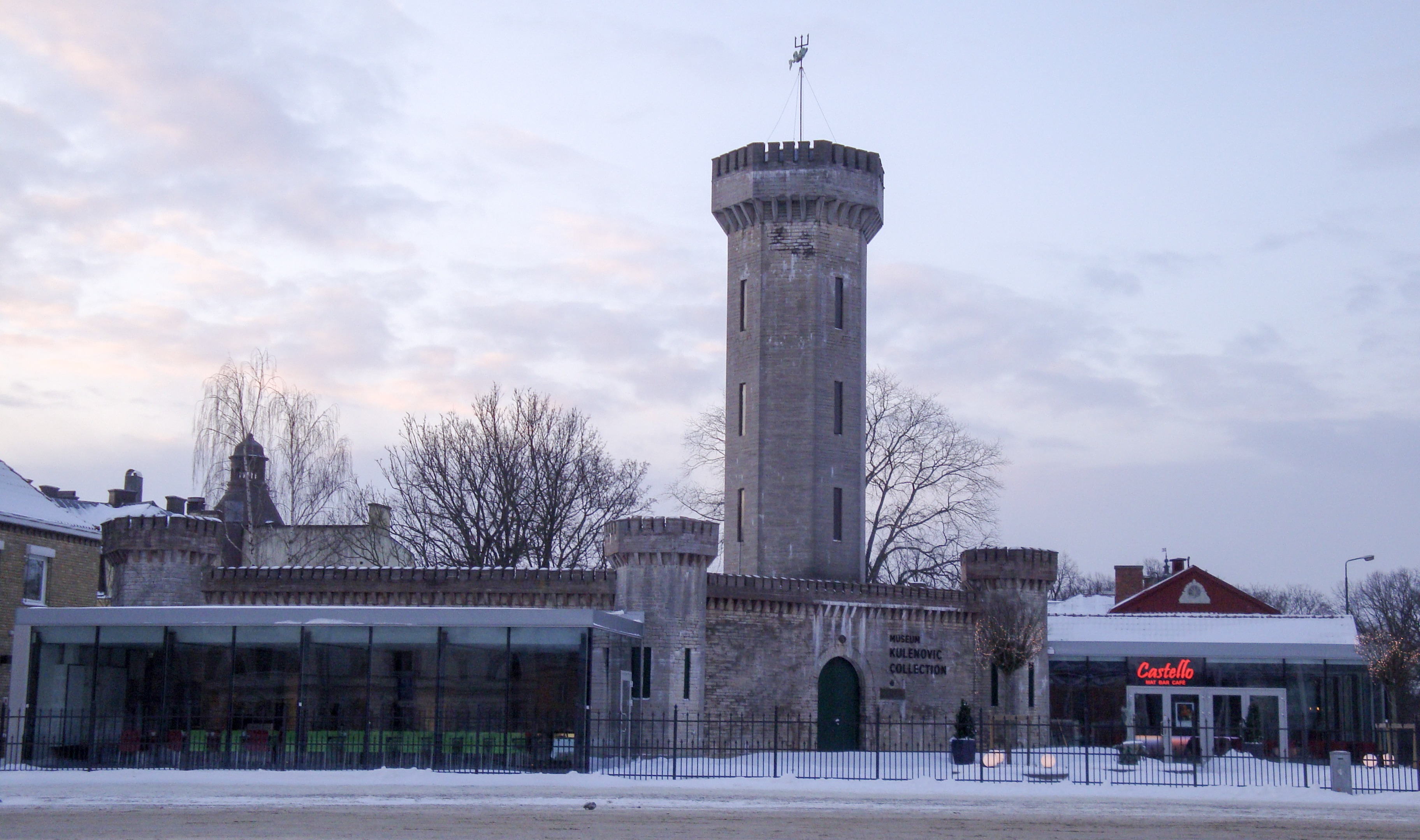
"Vattenborgen"

Söder om Fredrikskyrkan ligger "Vattenborgen". Den är en kulturminnesmärkt nyromantisk byggnad föreställande en borg i normandisk stil på Stora Torget i Karlskrona. Den byggdes 1861 - 1863 som vattenresorvar på Trossö i Karlskrona i samband med byggandet av ett vattenledningverk från fastlandet. Mellan 2009 och 2018 inrymde anläggningen konstmuseet The Kulenovic Collection.

## Trefaldighetskyrkan

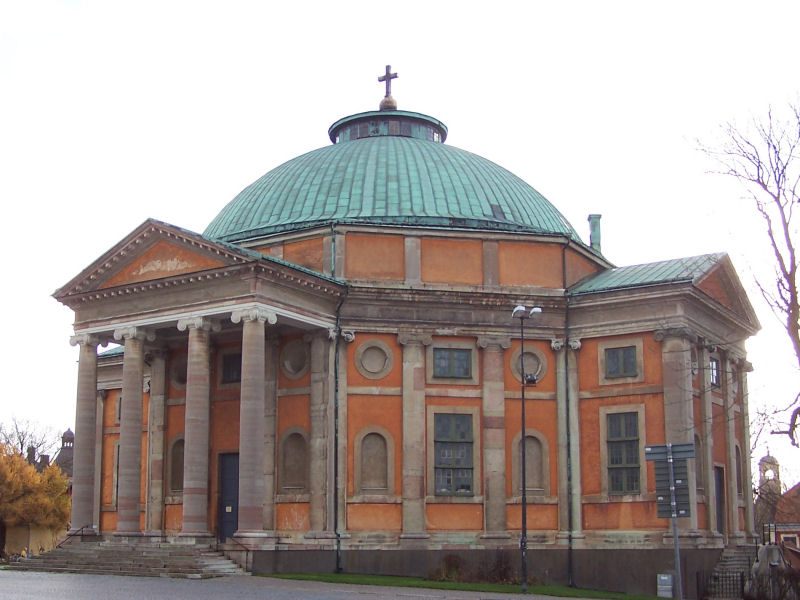
Trefaldighetskyrkan

Sydväst om torget ligger Trefaldighetskyrkan. Även denna kyrka är ritad av  Nicodemus Tessin den yngre. Kyrkan är en åttakantig centralkyrka med kupoltak och mot torget visar den upp en mäktig portik med fyra kolonner. — Stilen, främst kupolen, har Pantheon i Rom som uppenbar förebild.
Trefaldighetskyrkan kallas även för ”Tyska kyrkan”, då den ursprungligen var den tyska församlingens kyrka. Församlingen bildades 1689 och fanns kvar till 1847, då den gick upp i Karlskrona stadsförsamling.
Tillsammans med Fredrikskyrkan i Karlskrona brukar Trefaldighetskyrkan räknas till den klassiska, romerska barockens främsta monument i Sverige.

## Rådhuset

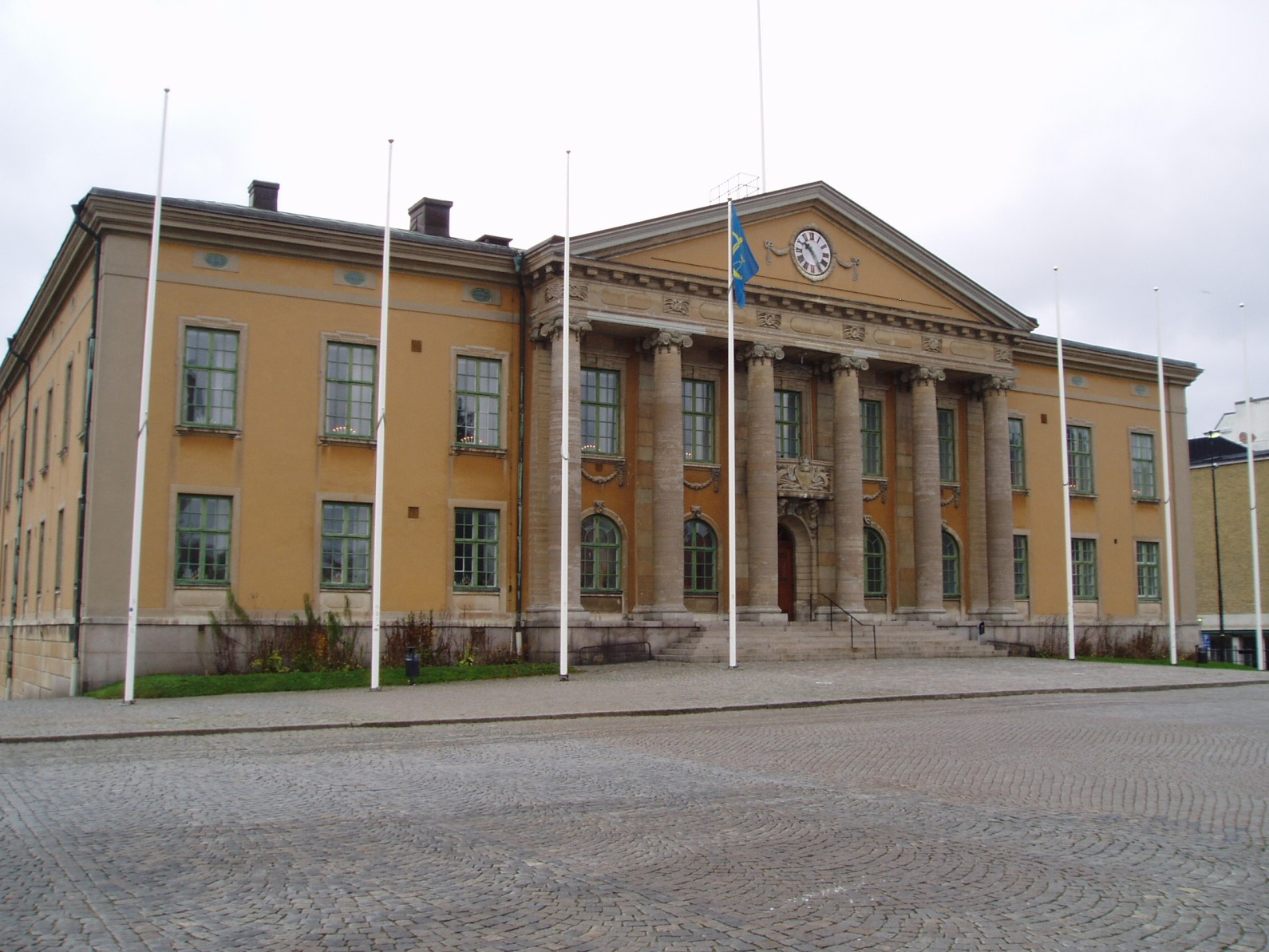
Rådhuset

I sydväst ligger Ristorgsbacken med Stadsbiblioteket. Väster om torget ligger Karlskronas gamla rådhus. Rådhuset inrymmer idag Blekinge tingsrätt.